# La notte dei generali
La notte dei generali (The Night of the Generals) è un film del 1967 diretto da Anatole Litvak, tratto dall'omonimo romanzo di Hans Hellmut Kirst.

## Trama
Varsavia, 1942. Il generale Tanz, ufficiale spietato e di chiara fede nazista e prediletto di Adolf Hitler per il suo comportamento eroico sul fronte di Leningrado, a capo della divisione corazzata Nibelungen, viene inviato in città allo scopo di eliminare le sacche di resistenza  che costringono la Wehrmacht a tenere impegnate tre divisioni. La sera in cui Tanz arriva in città viene uccisa una informatrice dei tedeschi e per questo motivo viene incaricato delle indagini il maggiore tedesco Grau. Questi apprende che l'assassino è un ufficiale tedesco, del quale però si conosce solo un particolare: i pantaloni della divisa militare ornati da doppie fasce scarlatte, usati solamente dai generali. Una breve indagine rivela al maggiore Grau che la sera prima solo tre generali avevano usato l'auto per motivi non di servizio: il generale von Seidlitz-Gabler; il suo capo di stato maggiore generale Kahlenberge, e il generale Tanz.
Lo stesso giorno giunge a Varsavia Ulrike, la giovane figlia del generale von Seidlitz-Gabler, che presta servizio come ausiliaria della Wehrmacht. Ulrike si innamora del giovane e umile caporale Hartmann, appena dimesso dall'ospedale dove è stato ricoverato per le ferite riportate in un'azione sul fronte sovietico. Durante una festa in onore del generale Tanz, il maggiore Grau tenta di interrogare i tre generali, ma riceve solo dinieghi e risposte vaghe. L'indomani viene informato dal suo superiore che è stato promosso tenente colonnello ed è stato disposto il suo trasferimento a Parigi.
I protagonisti si ritrovano due anni dopo a Parigi dopo lo sbarco in Normandia, due giorni prima dell'attentato a Hitler. L'arrivo di Tanz, nel frattempo divenuto generale delle SS e fervente sostenitore di Hitler, costringe gli altri due generali a obbligarlo a prendere due giorni di licenza per allontanarlo dal comando; il generale Kahlenberge gli assegna quindi come ordinanza il caporale Hartmann. Grau continua nelle sue indagini e, con l'aiuto dell'ispettore di polizia francese Morand, membro della resistenza, tenta di scoprire i comportamenti dei tre generali. In cambio delle informazioni che Morand fornirà, il colonnello Grau si impegna a rilasciare tre partigiani detenuti dai tedeschi.
Tanz uccide una prostituta francese e tende una trappola al caporale, prendendogli la piastrina e facendogli toccare un bicchiere e, sotto la minaccia di una pistola, gli consegna del denaro e offre di salvargli la vita se fuggirà. Hartmann è costretto a darsi alla fuga. Il mattino dopo giungono sul luogo del delitto sia Morand che Grau, il quale riconosce la stessa tecnica omicida di Varsavia: non credendo all'evidenza delle prove trovate dalla polizia cresce il sospetto che l'assassino sia un altro.
Lo stesso giorno esplode la bomba collocata da von Stauffenberg a Rastenburg e in Francia si mette in moto la macchina per neutralizzare le SS. Viene diramato l'ordine di arrestare Tanz per tradimento; in quel momento giunge per radio la notizia che il führer è vivo e che l'attentato è fallito. Tanz coglie l'occasione per uccidere Grau mentre lo accusa di omicidio.
Venti anni più tardi. Morand, divenuto agente dell'Interpol, si trova ad Amburgo per indagare sull'omicidio di una giovane prostituta tedesca, avvenuto con le stesse modalità da lui riscontrate a Parigi; incontra dapprima Kahlenberge, ora uomo d'affari, venendo a conoscenza di alcuni particolari su Hartmann e Tanz; quindi si reca a casa del generale von Seidlitz-Gabler, al fine di parlare con la figlia Ulrike ma la moglie lo congeda bruscamente dicendogli che non ne ha notizie da vent'anni; il generale invece, intuendo lo scopo di Morand, gli rivela che la figlia ha sposato un agricoltore e vive in una fattoria nei pressi di Monaco di Baviera. Una volta rintracciata Ulrike, Morand scopre che il marito è il caporale Hartmann, che ha cambiato identità.
Rientrato ad Amburgo Morand mette al corrente dei suoi sospetti l'ispettore che indaga sull'omicidio della prostituta, scoprendo che il generale Tanz è libero dopo avere scontato vent'anni di carcere per crimini di guerra e che è giunto ad Amburgo pochi giorni prima dell'omicidio. Il giorno dell'evento Morand si presenta sul posto, raggiunge Tanz e lo accusa dei tre omicidi; in quel momento viene fatto entrare Hartmann e la sua presenza è la prova della colpevolezza del generale. Tanz, fattosi consegnare una rivoltella da un reduce, si suicida.

## Inesattezze storiche
- La 38. SS-Grenadier-Division Nibelungen venne creata con i resti di altre unità distrutte solo verso la fine del conflitto e non era corazzata; inoltre non è mai esistita una divisione Panzer nella Wehrmacht con questo nome (all'inizio del film infatti Tanz è un generale della Wehrmacht, diventerà delle SS solo dopo).
- L'insurrezione di Varsavia scoppiò nell'agosto del 1944, e non nel 1942 come narrato nel film.
- Nel film pare che il feldmaresciallo Erwin Rommel muoia a causa del mitragliamento della sua auto da parte di un aereo britannico mentre in realtà rimase solo ferito e, ancora convalescente, venne indotto successivamente al suicidio da Hitler, per la sua sospetta adesione al complotto del 20 luglio.
- Le fasce rosso scarlatto sui pantaloni dell'uniforme in realtà non erano prerogativa solamente dei generali tedeschi: venivano portate anche dagli ufficiali in servizio presso lo Stato Maggiore dell'esercito (Oberkommando des Heeres) e della Wehrmacht (Oberkommando der Wehrmacht).

## Curiosità
- Nel film appare brevemente un giovanissimo Jocelyn (poi diventato un noto conduttore televisivo) nella parte di un soldato tedesco al guardaroba, come anche, alla fine del film, Mac Ronay nella veste di autista del generale Tanz.
- Nel film compaiono due attori che in seguito interpreteranno il ruolo di Ernst Stavro Blofeld, il capo dell’organizzazione Spectre nei film di James Bond: sia Donald Pleasence (Agente 007 - Si vive solo due volte, 1967), che Charles Gray (Agente 007 - Una cascata di diamanti, 1971) ricopriranno questo ruolo.
- Secondo una teoria[1] dell'avvocato Nino Filastò, il film fa parte della lista di quelli visti dal cosiddetto "Mostro di Firenze" pochi giorni prima del compimento di ciascuno dei delitti della serie; in questo caso il riferimento è al delitto del 1974; gli altri film di questa lista sono: Nuda per un pugno di eroi (riferito al delitto del 1968), Schizoid (a quello del 1981), Maniac Cop (a quello del 1982), Nightmare (a quello del 1985).

## Riconoscimenti
- David di Donatello
  - David di Donatello per il miglior attore straniero (ex aequo) a Peter O'Toole